# Filipe Albuquerque

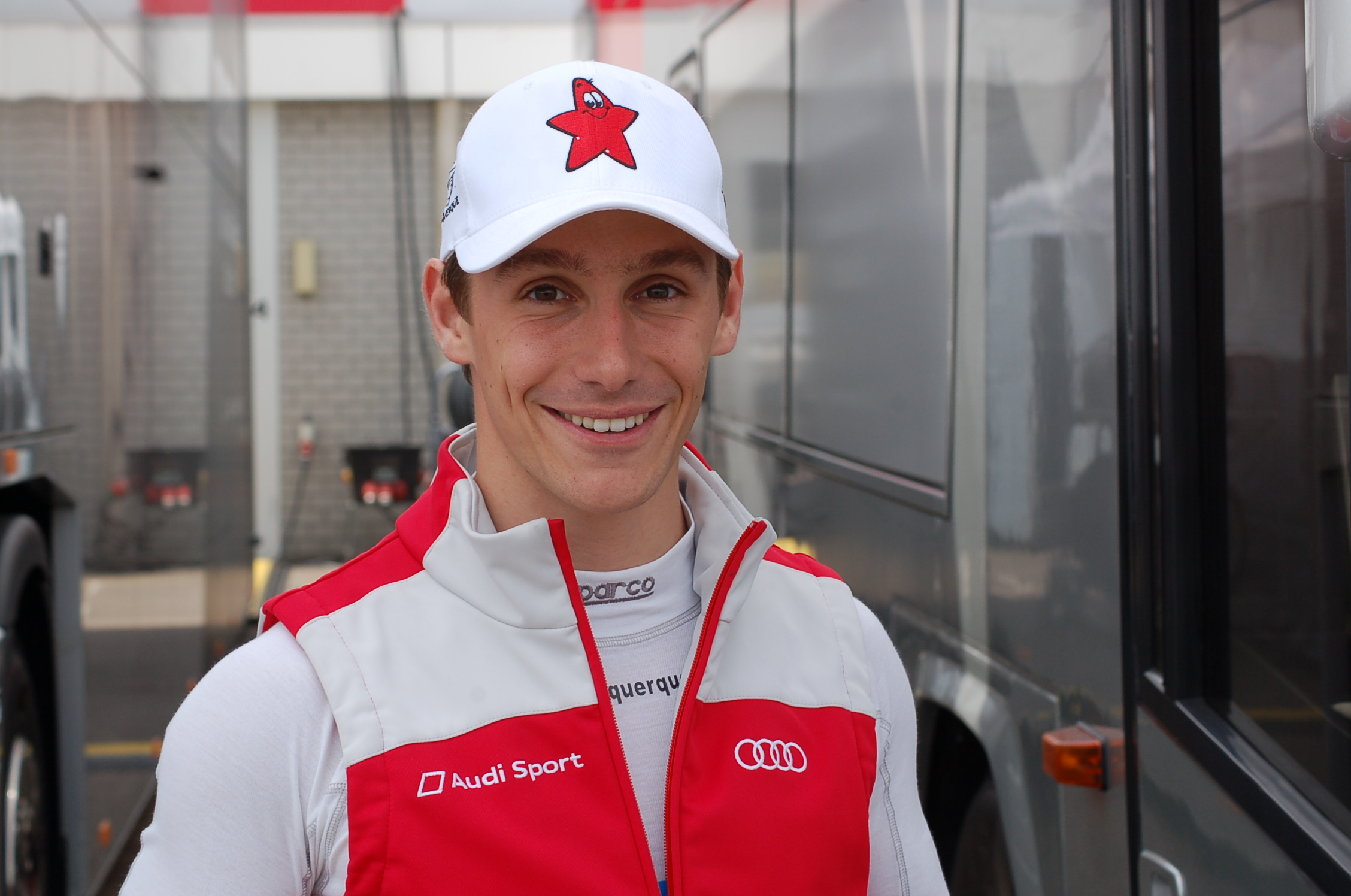
Filipe Albuquerque

Filipe Miguel Albuquerque (Coimbra, 13 juni 1985) is een Portugees autocoureur die anno 2009 in de A1 Grand Prix rijdt.
In 2007 kwam Albuquerque in de Formule Renault 3.5 Series voor het team Epsilon Euskadi. Ook in 2007 werd hij gekozen als vervanger van de op Magny-Cours gewond geraakte Venezolaan Ernesto Viso. Vanaf toen was hij de eerste coureur van het A1 Team Portugal.

## Loopbaan
- 2005: Spaanse Formule 3 kampioenschap, team Racing Engineering. Eindstand: 6de.
- 2005: Formule Renault Eurocup, team Motopark Academy. Eindstand: 5de.
- 2005: Formule Renault Duitsland, team Motopark Oschersleben. Eindstand: 3de.
- 2006: Formule Renault Eurocup, team Motopark Academy. Eindstand: 1ste.
- 2006: Formula Renault 2.0 Northern European Cup, team Motopark Academy. Eindstand: 1ste.
- 2007: Formule Renault 3.5 Series, team Epsilon Euskadi. Eindstand: 4de.
- 2007: GP2 Series, team Racing Engineering (4 races). Eindstand: 32ste.
- 2007-08: A1 Grand Prix, team A1 Team Portugal. Eindstand: 11de.
- 2008-09: A1 Grand Prix, team A1 Team Portugal. Eindstand: 3de.

## GP2 resultaten
| Jaar | Inschrijving       | 1       | 2       | 3       | 4       | 5       | 6       | 7       | 8          | 9          | 10      | 11      | 12      | 13      | 14      | 15      | 16      | 17      | 18      | 19      | 20         | 21         | Rang | Punten |
| ---- | ------------------ | ------- | ------- | ------- | ------- | ------- | ------- | ------- | ---------- | ---------- | ------- | ------- | ------- | ------- | ------- | ------- | ------- | ------- | ------- | ------- | ---------- | ---------- | ---- | ------ |
| 2007 | Racing Engineering | BHR FEA | BHR SPR | ESP FEA | ESP SPR | MON FEA | FRA FEA | FRA SPR | GBR FEA 15 | GBR SPR 14 | GER FEA | GER SPR | HUN FEA | HUN SPR | TUR FEA | TUR SPR | ITA FEA | ITA SPR | BEL FEA | BEL SPR | VAL FEA 10 | VAL FEA 10 | 32   | 0      |